# Sikander Shah
Abul Mujahid Sikandar Shah (Bengali: আবুল মুজাহিদ সিকান্দর শাহ; * um 1335; † 1390) oder auch nur Sikander Shah war nach dem Tod seines Vaters Shamsuddin Ilyas Shah von 1358 bis 1390 der zweite Herrscher der Ilyas-Shahi-Dynastie über das Sultanat von Bengalen.

## Biografie
Über die Kindheit und Jugendjahre Sikander Shahs ist nichts bekannt. Nach dem Tod seines Vaters übernahm er die Herrschaft über das von diesem gegründete Sultanat von Bengalen. Bereits ein Jahr nach seiner Inthronisation versuchte Firuz Shah Tughluq, der damalige Sultan von Delhi, das ehedem zum Herrschaftsgebiet der Tughluq-Dynastie gehörende Sultanat zurückzuerobern, doch zog sich Sikander Shah – wie einst sein Vater – mit seinen Truppen in die Festung Ekdala zurück und erneut konnte Firuz Shah diese nicht erobern. Man schloss einen erneuten Friedensvertrag, in welchem das Sultanat von Bengalen anerkannt wurde.

## Herrschaft

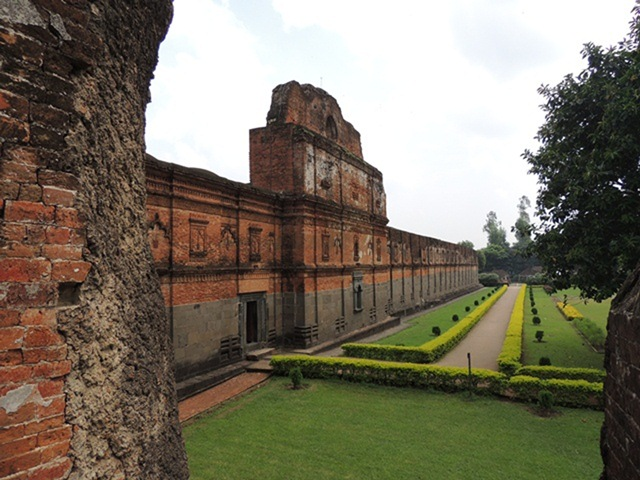
Ruine der Adina-Moschee

Sikander Shah konsolidierte den Machtbereich, der auch Teile von Bihar und Orissa umfasste, und setzte die vergleichsweise liberale Politik seines Vaters fort; das Land erlebte eine über Jahrzehnte anhaltende wirtschaftliche Blütezeit. Weitere Feldzüge sind nicht bekannt und so betätigte sich Sikander als Bauherr: In der Hauptstadt Pandua (auch Adina genannt) beauftragte er den Bau der damals größten Moschee auf dem Subkontinent (Adina-Moschee) mit einem erhöhten Thronsitz für ihn persönlich, bei der Teile älterer Hindu-Tempel eine neue Verwendung fanden. Aber auch andere Moscheebauten Bengalens gehen auf sein Konto.

## Nachfolge
Im Jahr 1390 revoltierte Ghiyasuddin Azam Shah, einer seiner 18 Söhne, gegen den Vater und okkupierte die Städte Satgaon und Sonargaon. In der Schlacht von Goalpara fand Shamsuddin den Tod; der lokalen Überlieferung zufolge wurde er in der Adina-Moschee beigesetzt. Sein Sohn Ghiyasuddin folgte ihm auf den Thron.